# Нимба
Ни́мба — горы в Африке на границе Гвинеи, Кот-д’Ивуара и Либерии.

## Физико-географическая характеристика
Горы Нимба лежат в восточной части Гвинейского нагорья, протянувшись на 40 км и достигая в своей высшей точке отметки в 1752 метров над уровнем моря. Главная вершина массива, гора Ришар-Молар, расположена прямо на границе между Кот-д’Ивуаром и Гвинеей и является высшей точкой для обеих стран.
Горные плато обрываются клифами к глубоким долинам, покрытым густыми лесами.
В горах Нимба имеется крупное месторождение железной руды и кобальта. Добыча этих полезных ископаемых проводилась с 1969 по 1978 годы. Планируется возобновить разработку месторождения, для чего в 1993 году границы охраняемых объектов были пересмотрены.

## Охрана территории
Большое значение гор Нимба для биоразнообразия региона явилось основанием для включения с 1980 года их гвинейской части во Всемирную сеть биосферных резерватов, а в 1981 году горы на территории Гвинеи и Кот-д’Ивуара были включены в список объектов Всемирного наследия ЮНЕСКО.
Горы Нимба необитаемы, однако непосредственно у их подножия расположено около десятка поселений.